# Koldnålsradering
Koldnålsradering eller tørnålsradering er en grafisk dybtryksteknik teknik, hvor der i modsætning til radering ikke ætses i trykpladen, men ridses streger direkte i pladen med en nål.

## Teknik
Der arbejdes i en poleret metalplade, som regel anvendes der zink, men andre materialer som f.eks. akryl kan benyttes. Billedets streger ridses i pladen med en nål (evt. et søm). Der benyttes som regel stålnåle, men en diamantnål er også en mulighed. Teknikken er ikke så fri som en radering, da det kræver et større arbejde at ridse i pladen end at ridse i en voksgrund.
Pladen indfarves på samme måde som til en radering, dvs. stregerne i pladen fyldes med trykfarve, hvorefter farven på pladen tørres af med gaze eller lignende og til slut med hånden. Pladen dækkes med et lag fugtet papir og flere lag filt, hvorefter det hele køres igennem en trykpresse med stålvalser. Papiret presses ned i stregerne og påføres farve. 
Nålen frembringer en grat på begge sider af stregen. Denne grat fastholder trykfarven lige som stregen, og giver trykkets streger en egen ulden karakter. Man kan evt. fjerne graten med en trekantet skraber. Man bør undgå at arbejde i for spids en vinkel, da graten og stregen så bliver meget sårbar. 
Med et polerstål kan man evt. svække stregens styrke. 
- Værktøj
- Radernåle